# Krupa, Semič
Krúpa je naselje v Občini Semič. Tu se nahaja po vodnatosti največji izvir reke Krupe, ki priteče izpod 30 m visoke stene. Nedaleč stran so ostanki mogočnega gradu Krupa.

## Zanimivosti
Na robu vasi Stranska vas nedaleč od naselja 500 m od izvira rečice Krupa se še najde ruševine gradu Krupa (nemško: Schloss Krupp). Grad Krupa je imel štiri oglate stolpe in nadstropno arkadno dvorišče. V 19. stoletju je bil središče uprave za vso Belo krajino. Partizani so grad leta 1942 požgali.